# 비피도박테리움과
비피도박테리움과(Bifidobacteriaceae)는 방선균강에 속하는 세균과의 하나이다. 비피도박테리움목(Bifidobacteriales)의 단형 과이다.

## 하위 속
| - Aeriscardovia - Alloscardovia - Bifidobacterium - Bombiscardovia - Galliscardovia - Gardnerella | - Metascardovia - Neoscardovia - Parascardovia - Pseudoscardovia - Scardovia |